# Aebi
Die Aebi & Co. AG Maschinenfabrik ist Bestandteil der Aebi Schmidt Group und produziert unter dem Markennamen Aebi Spezialfahrzeuge für die Kommunal- und Landwirtschaft. Sie wurde 1883 gegründet und hat ihren Sitz in der Schweizer Gemeinde Burgdorf. Im Geschäftsjahr 2022 erwirtschaftete das Unternehmen einen Nettoumsatz von rund 68,2 Millionen Euro.

## Geschichte

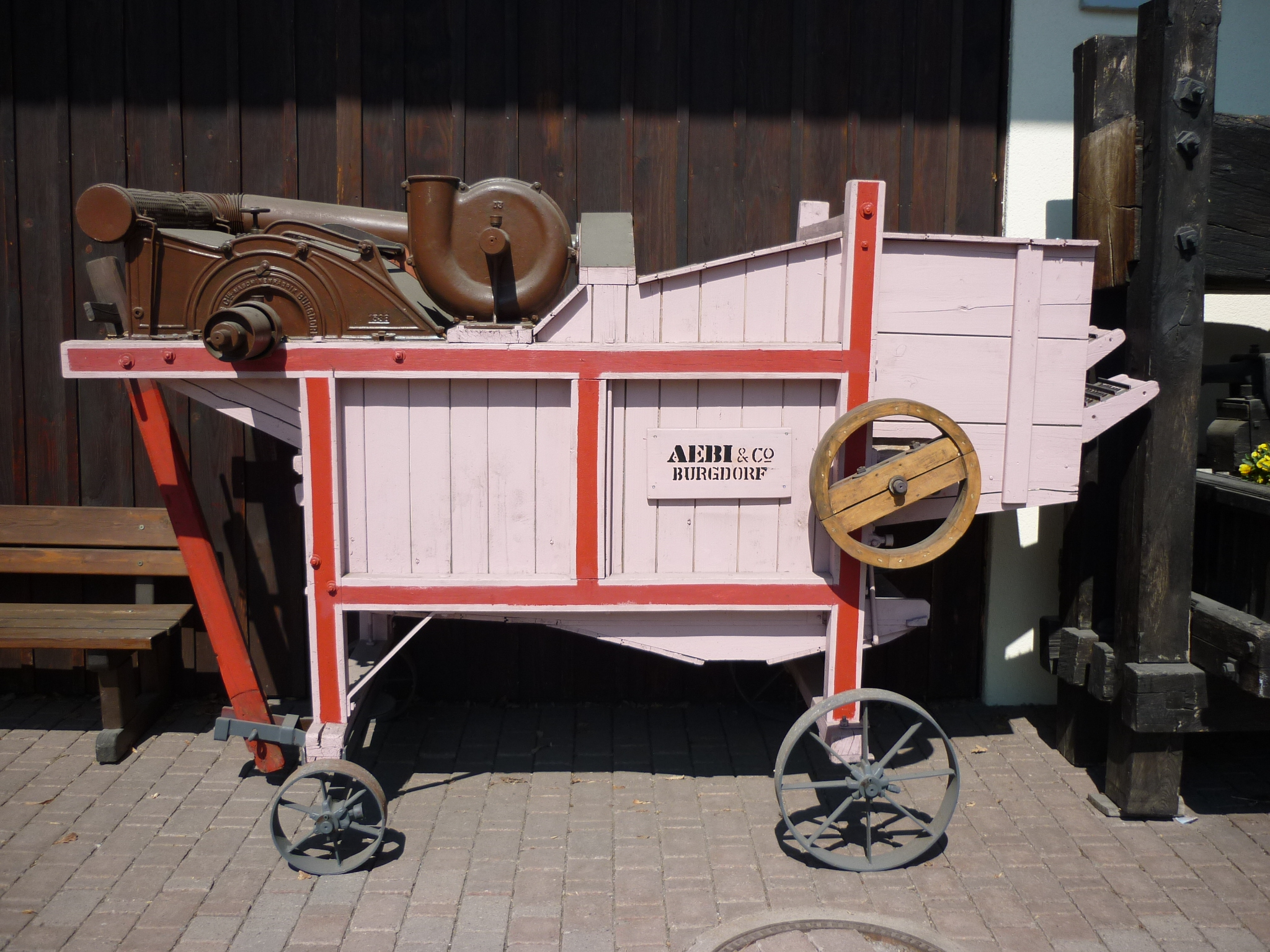
Historische Dreschmaschine von Aebi im Ortsmuseum Merenschwand

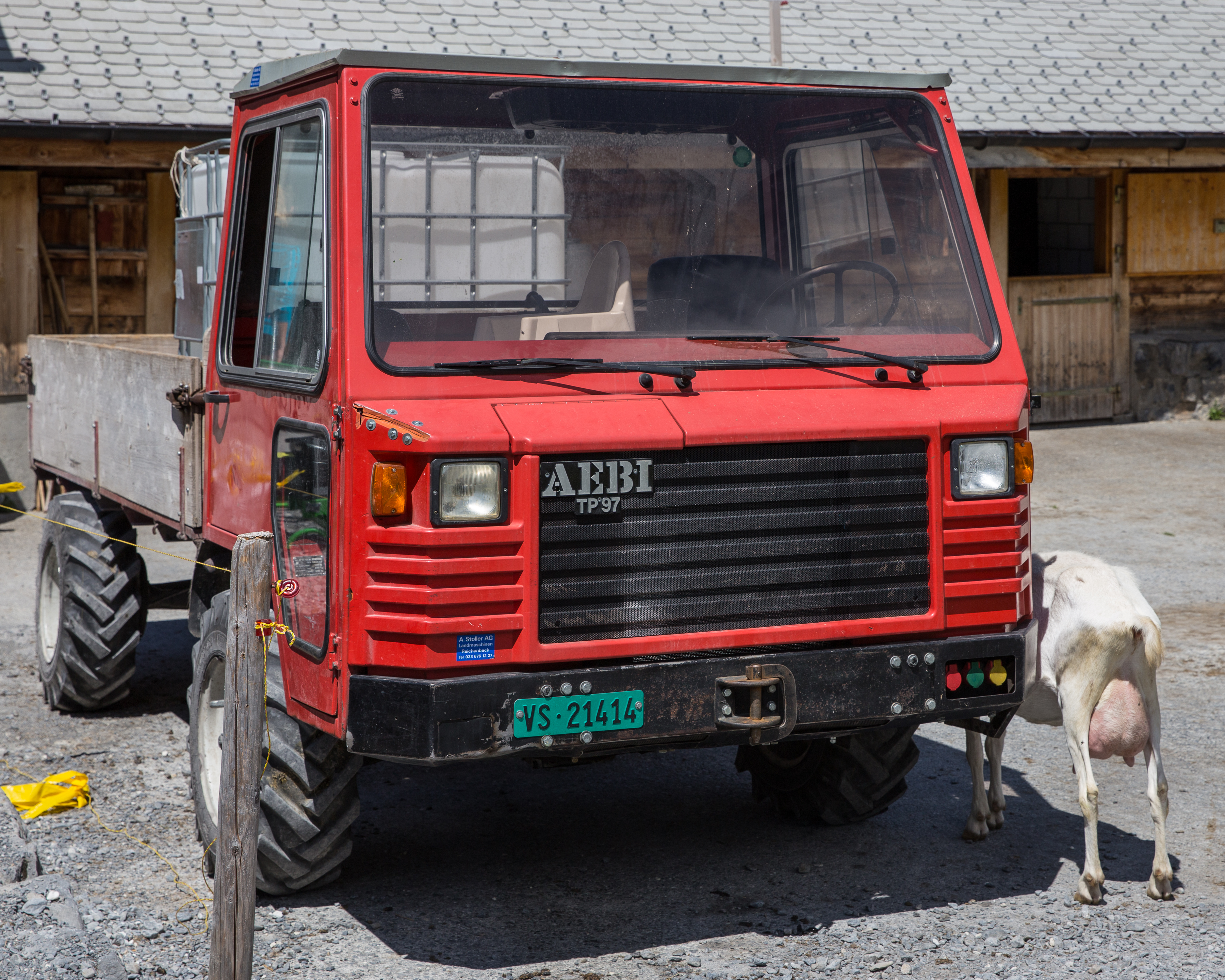
Aebi TP97 in der Alpwirtschaft

Die Aebi Maschinenfabrik wurde 1883 von Johann Ulrich Aebi in Burgdorf gegründet und begann als mechanische Werkstatt, die Pferdemähmaschinen herstellte. Im Laufe der Zeit erweiterte das Unternehmen sein Produktsortiment um Sämaschinen, Gabelwender und Kartoffelgraber. 1914 begannen die Nachkommen des Firmengründers mit der Produktion der ersten Mähmaschine mit Benzinmotor.
Aebi spezialisierte sich in den darauffolgenden Jahren auf die Herstellung von hangtauglichen Landmaschinen. So brachte das Unternehmen 1964 den ersten Transporter auf den Markt und führte 1976 den Geräteträger Terratrac ein. In den 1980er und 1990er Jahren expandierte Aebi und übernahm 1998 die Nussmüller Land- und Kommunaltechnik GmbH aus dem Österreichischen  Schwanberg und die MFH Maschinenfabrik aus der Schweizer Gemeinde Hochdorf. 2006 verkaufte die Familie Aebi das Unternehmen an Peter Spuhler kontrolliertes Unternehmen und ein Jahr später fusionierte Aebi mit der deutschen Schmidt Winterdienst- und Kommunaltechnik zur Aebi Schmidt Holding AG.

## Produkte
Das Unternehmen hat sich auf die Fertigung von hangtauglichen Maschinen und Fahrzeugen für die Landwirtschaft und den Kommunaldienst spezialisiert. Entwickelt und gebaut werden handgeführte Motormäher, multifunktionale Transporter und Geräteträger mit Verbrennungs- und Elektromotor.

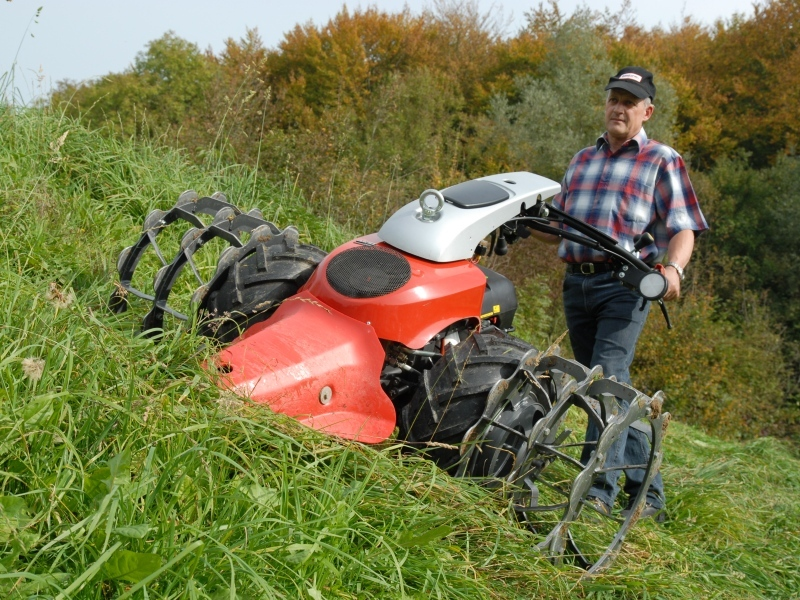
Motormäher
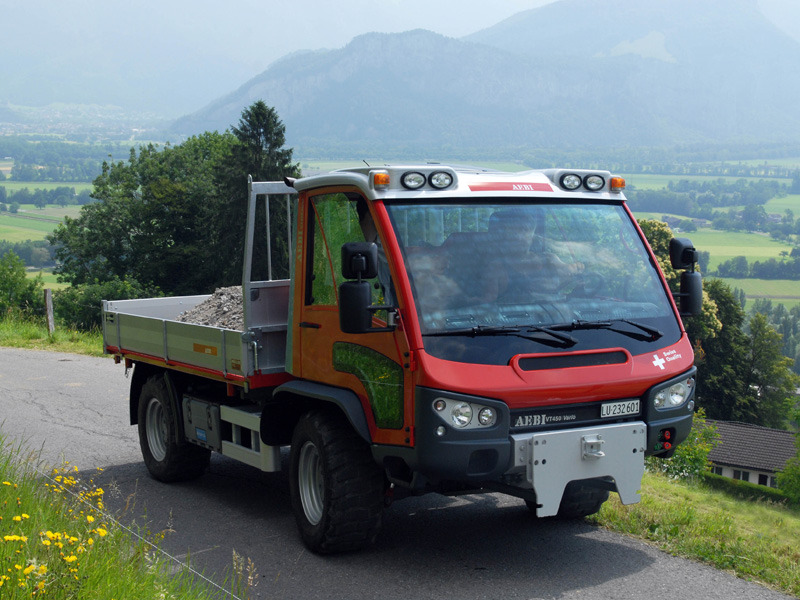
Transporter
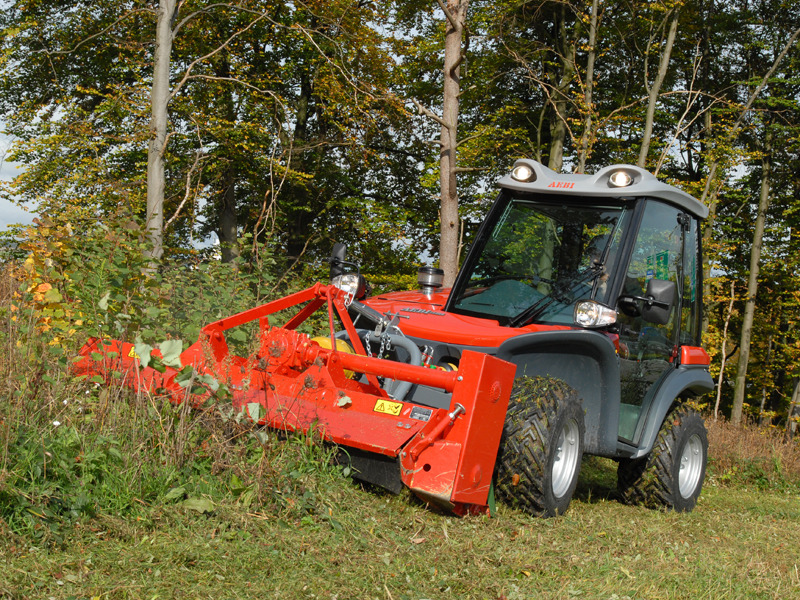
Geräteträger